# Juwelenraub um Mitternacht
Juwelenraub um Mitternacht ist ein US-amerikanischer Kriminalfilm aus dem Jahr 1950 von Peter Godfrey mit David Brian und Marjorie Reynolds in den Hauptrollen. Der Film wurde von Warner Bros. produziert.

## Handlung
Der Dieb Gerard Graham Dennis wird in Kanada von Joseph Blaine an die Polizei ausgeliefert. Blaine glaubt, dass Gerard in seine Tochter Marian verliebt ist. Gerard kann flüchten. Er trifft sich mit Marian und überzeugt sie, dass er sie heiraten werde. Er nimmt das Geld an, das sie ihm anbietet und trifft Peggy Arthur. Auch sie gibt ihm Geld, womit er sich einen falschen Ausweis besorgt. Dann überqueren beide die Grenze zu den USA und fahren nach Buffalo. Sie nehmen Kontakt zu dem Barkeeper Brad Morrow auf und planen mit ihm den Einbruch in das Haus eines wohlhabenden Mannes, der auf Reisen ist.
Da der Hausbesitzer unerwartet heimkommt, fliehen Peggy und Brad und lassen Gerard ohne Warnung zurück. Der kann mit der Beute entkommen und will seine Komplizen zur Rede stellen. Er wird von Brad zusammengeschlagen und kommt mit einem gebrochenen Kiefer ins Krankenhaus. Dort lernt er die Krankenschwester Martha Rollins kennen, die sich in ihn verliebt. Nach seiner Entlassung heiraten die beiden. Martha ist überzeugt, dass Gerard keine Verbrechen mehr begeht und zieht mit ihm nach New Rochelle. Gerard nutzt Informationen über Marthas Patienten, um weitere Einbrüche zu begehen. Bei einem Einbruch wird er angeschossen. Martha versorgt seine Wunde und versucht wieder, ihn von einem ehrlichen Leben zu überzeugen.
Die Wunde verheilt, so dass Gerard mit gestohlenen Juwelen nach New York reisen kann. Er begegnet dem Model Brenda Hall und beginnt eine Affäre mit ihr. Martha will Gerard besuchen und erwischt die beiden zusammen in Gerards Hotelzimmer. Gerard kann seine Frau beschwichtigen und verspricht ihr, am nächsten Tag nach Hause zurückzukehren. Als Gerard nicht erscheint, geht Martha zur Polizei und informiert die Beamten vom Aufenthaltsort des gesuchten Einbrechers. Zur gleichen Zeit checkt Gerard aus und fährt nach New Rochelle. Er erfährt, was Martha getan hat und schlägt sie. Er kann aus dem Appartement entkommen und reist per Zug nach Los Angeles.
Im Zug lernt er die wohlhabende, geschiedene Mrs. Vinson kennen. Sie lädt ihn zu einer Party in ihrem Haus ein. Während der Party raubt Gerard die Gäste und das Anwesen aus. Beim Verkauf seiner Beute wird er beinahe von der Polizei geschnappt. Gerard kann entkommen und ein Flugzeug nach New York besteigen. Bei einer Zwischenlandung in Cleveland steigt er aus und wird verhaftet. Man fährt ihn nach New Rochelle, dort kann er den Detectives entkommen. Unter Beschuss flüchtet er in ein Bürohaus. Von Polizisten verfolgt, klettert er an der Fassade hinunter. Unten angekommen wird er von Detective Sampter gestellt und verhaftet. Das Gericht verurteilt ihn zu einer Haftstrafe von 18 Jahren.

## Produktion

### Hintergrund
Gedreht wurde der Film von Mitte August bis zum 26. September 1949 in den Warner-Studios in Burbank.
Die Filmfigur basiert auf dem historischen Dieb Gerard Dennis, der in den Jahren 1947 und 1948 mehr als eine Million Dollar erbeutete. Stanley Church spielte sich selber als Bürgermeister von New Rochelle, der die landesweite Suche nach Dennis leitete.

### Stab
Marjorie Best war die Kostümbildnerin.

### Besetzung
In kleinen nicht im Abspann erwähnten Nebenrollen traten Claudia Barrett (als Marian Blaine), Herschel Daugherty, Bess Flowers, Ned Glass, Creighton Hale, Weldon Heyburn, Hazel Keener, Harold Miller, Cleo Moore und Tom Wilson auf. Ebenfalls unerwähnt blieben Duke Watson als Joseph Blaine und Fred Graham als Brad Morrow.

## Synchronisation
Für das ZDF entstand 1980 eine zweite deutsche Synchronfassung in München.
| Rolle                | Schauspieler       | Synchronsprecher  |
| -------------------- | ------------------ | ----------------- |
| Gerard Graham Dennis | David Brian        | Randolf Kronberg  |
| Mrs. Vinson          | Jacqueline deWit   | Helga Trümper     |
| Tom Creel            | Charles Cane       | Fred Klausd       |
| Polizeilaborant #1   | Leo Cleary         | Horst Sachtleben  |
| Sgt. Tarrant         | Herschel Daugherty | Fred Maire        |
| Rezeptionist         | Creighton Hale     | Peter Thom        |
| Offizier vom Dienst  | Edward Hearn       | Werner Abrolat    |
| Dt. Carlton          | Charles Lang       | Niels Clausnitzer |
| Polizeilaborant #2   | Parke MacGregor    | Hartmut Reck      |
| Chief Benson         | Bigelow Sayre      | Horst Raspe       |
| Joseph Blane         | Duke Watson        | Franz Rudnick     |
| Cpt. Ryan            | Robert B. Williams | Berno von Cramm   |

Anmerkung: Die kursiv geschriebenen Namen sind Rollen und Darsteller, die nicht im Abspann erwähnt wurden.

## Veröffentlichung
Die Premiere des Films fand am 15. Juli 1950 statt. In der Bundesrepublik Deutschland kam er am 18. Juli 1952 in die Kinos.

## Kritiken
Das Lexikon des internationalen Films schrieb: „Gut durchschnittlicher Kriminalfilm, der Episoden aus der authentischen Karriere des Spitzbuben Gerald Graham Dennis recht kurzweilig aufbereitet.“
Die Filmzeitschrift Cinema befand: „Elegante und atmosphärische Borden-Chase-Verfilmung mit toller Schlussjagd.“
Der Kritiker des Magazins Time Out machte den uninteressierten Regisseur für alles verantwortlich, was fehlte: Stimmung, Rhythmus, Überzeugung, Argument.